# Kvadratni korijen
Kvadratni korijen matematička je operacija inverzna kvadriranju. Oznaka ove operacije nad nekim brojem x je:
{\displaystyle {\sqrt {x}}}, i čita se kao „korijen iz x“.
Potpuno ispravno bilo bi pisati i {\displaystyle {\sqrt[{2}]{x}}} te izgovarati „kvadratni korijen od x“, međutim to se rjeđe radi iz razloga, što se najveći broj slučajeva odnosi na kvadratni korijen, pa se ustalio kraći izgovor i jednostavniji zapis. 

## Definicija
Ova operacija definira se sljedećom relacijom:
Kvadratni korijen broja x je ne-negativan broj, koji pomnožen sam sa sobom daje x.
Na primjer, {\displaystyle {\sqrt {9}}=3} pošto je {\displaystyle 3^{2}=3\cdot 3=9\,}.
Primjer pokazuje kako se kvadratni korijen pojavljuje prilikom rješavanja kvadratne jednadžbe {\displaystyle x^{2}=9\,}. 
Općenito kvadratna jednadžba ima oblik {\displaystyle ax^{2}+bx+c=0\,} i za njeno rješavanje neophodna je primjena kvadratnoga korijena.

## Osobine
- Glavna vrijednost kvadratnoga korijena je funkcija {\displaystyle f(x)={\sqrt {x}}} koja preslikava skup ne-negativnih realnih brojeva {\displaystyle \mathbb {R} ^{+}\cup \{0\}} na samu sebe.

## Opširnije
Kvadratni korijen prirodnog broja često je iracionalan broj tj. broj koga nije moguće zapisati u obliku razlomka. Na primjer {\displaystyle {\sqrt {2}}\,} ne se može zapisati kao m/n, gdje su n i m prirodni brojevi. Međutim, toliko točno iznosi dužina dijagonale kvadrata čija je dužina stranice jednaka 1.
Otkriće činjenice da je {\displaystyle {\sqrt {2}}\,} iracionalan pripisuje se Hipasu, Pitagorinom učeniku.
Oznaka, simbol, za kvadratni korijen ({\displaystyle {\sqrt {\ }}}) prvi put je upotrijebljena u 16. stoljeću. Skoro je sigurno, da je proizašlo iz prilagođenoga ispisa malog latiničnog slova r, što je skraćenica od (lat. radix) što znači „korijen”.

## Argument i vrijednost
Da bi rezultat korijenovanja bio realan broj, argument operacije x mora biti ne-negativan broj. Kvadratna jednadžba ima dva rješenja, npr. rješenja jednadžbe {\displaystyle x^{2}=9\,} su {\displaystyle x=3} i {\displaystyle x=-3}, jer je {\displaystyle 3^{2}=9} i {\displaystyle (-3)^{2}=9}, što se kraće može zapisati kao {\displaystyle x=\pm 3}.
Za negativne brojeve nije moguće naći realan kvadratni korijen. Zato je uveden pojam imaginarnoga i kompleksnoga broja, pa je matematički moguće izračunati odnosno predstaviti i takve brojeve.
{\displaystyle {\sqrt {-1}}=i}
{\displaystyle {\sqrt {-25}}={\sqrt {-1\cdot 25}}={\sqrt {-1}}\cdot {\sqrt {25}}=5i}

## Heronov algoritam
Jedan od najstarijih metoda, odnosno algoritama za računanje kvadratnog korijena pripisuje se starogrčkom matematičaru Heronu iz Aleksandrije.  Ponegdje se naziva i babilonskom metodom.
Kako bi odredili r, kvadratni korijen realnog broja x:
1. Počnemo sa proizvoljnom pozitivnom početnom vrijednosti r (što je bliža kvadratnom korijenu od x, to je bolje).
2. Zamijenimo r sa srednjom vrijednosti između r i x/r, to jest: {\displaystyle \scriptstyle (r+x/r)/2\,} (Dovoljno je uzeti aproksimativnu vrijednost srednje vrijednosti kako bi se osigurala konvergencija).
3. Ponavljamo korak 2 sve dok r i x/r nisu blizu po našoj želji ili potrebi.